# Dadra en Nagar Haveli
Dadra en Nagar Haveli (Gujarati: દાદરા અને નગર હવેલીl; Marathi: दादरा आणि नगर हवेली; Portugees: Dadrá e Nagar-Aveli) is een regio in het westen van India. Het is een district van het unieterritorium Dadra en Nagar Haveli en Daman en Diu. De oppervlakte bedraagt 491 km². De hoofdplaats is Silvassa.
Het district bestaat uit twee aparte delen: Nagar Haveli, dat tussen de deelstaten Gujarat en Maharashtra ligt ingeklemd, en het veel kleinere Dadra, dat als enclave volledig omsloten wordt door Gujarat. Beide gebieden liggen 1 kilometer van elkaar verwijderd.
Vanaf 1783 behoorde Dadra en Nagar Haveli toe aan Portugal (net als Daman en Diu en Goa, waarmee het Portugees-India vormde). In 1954 werd het door Indiase troepen veroverd en door India geannexeerd. Tussen 1961 en 2020 werd Dadra en Nagar Haveli officieel bestuurd als unieterritorium. In januari 2020 werd het gebied echter samengevoegd met Daman en Diu, waarmee het sindsdien een district is geworden binnen het unieterritorium Dadra en Nagar Haveli en Daman en Diu.

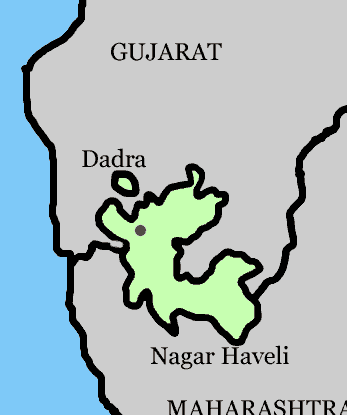
Ligging van het district Dadra en Nagar Haveli